# Glyptothorax armeniacus
Glyptothorax armeniacus är en fiskart som först beskrevs av Berg, 1918.  Glyptothorax armeniacus ingår i släktet Glyptothorax och familjen Sisoridae. Inga underarter finns listade i Catalogue of Life.